# Jakub Dyjas
Jakub Dyjas (Koszalin, 9 oktober 1995) is een Poolse professioneel tafeltennisser. Hij speelt rechtshandig met de shakehandgreep.
Hij vertegenwoordigde zijn land op de Olympische Zomerspelen 2016 maar won geen medailles.

## Belangrijkste resultaten
- Zilver met dubbelpartner Daniel Górak op de Europese kampioenschappen 2016.
- Zilver met dubbelpartner Cédric Nuytinck op de Europese kampioenschappen 2020.
- Brons in het enkelspel op de Europese kampioenschappen 2020.